# Pallavolo Femminile Matera
Pallavolo Femminile Matera war ein italienischer Frauen-Volleyballverein aus Matera (Region Basilikata), der in der italienischen Serie A spielte.

## Geschichte
Pallavolo Femminile Matera wurde 1976 gegründet und spielte in der höchsten italienischen Spielklasse „Serie A1“. Dabei spielten die Frauen in der Spitzengruppe mit und wurden 1992, 1993, 1994 und 1995 Italienischer Meister. Hinzu kamen drei italienische Pokalsiege (1993, 1994 und 1995). Auch in Europa war Pallavolo Femminile Matera ein Spitzenteam. So gewann man 1991 und 1992 den CEV-Pokal und wurde 1993 und 1996 Champions-League-Sieger. Die Mannschaft trat auch unter den Sponsornamen „Pescopagano Matera“, „Calia Matera“, „Latte Rugiada Matera“, „Parmalat Matera“ und „Latte Lucano Matera“ an. 2000 wurde der Verein wegen finanzieller Schwierigkeiten aufgelöst.

## Bekannte Spielerinnen
- Guendalina Buffon (1995–1999)
- Nancy Celis (1994–1995)
- Susanne Lahme (1995–1996)
- Tonya Williams (1997–1998)
- Angelica Ljungqvist (1999–2000)